# Avi Wigderson
Avi Wigderson (em hebraico:  אבי ויגדרזון‎; 9 de setembro de 1956) é um matemático e informático israelense.
É professor de matemática no Instituto de Estudos Avançados de Princeton. Seus interesse de pesquisa incluem teoria da complexidade, algoritmo paralelo, teoria dos grafos, criptografia, computação distribuída e redes neurais.